# Cymatura itzingeri
Cymatura itzingeri là một loài bọ cánh cứng trong họ Cerambycidae.